# 호소카와 신지
호소카와 신지(일본어: 細川 伸二, 1960년 1월 2일~)는 일본의 유도 선수, 지도자이다. 1984년 하계 올림픽에서 엑스트라라이트급 금메달을 획득했고, 1988년 하계 올림픽에서 엑스트라라이트급 동메달을 획득했다.

## 경력
효고현 이치노미야정(현재의 시소시)에서 태어난 호소카와는 이치노미야 북중학교 재학 시절 유도를 시작했다. 1977년 전일본 주니어 선수권 대회에서 우승하였다. 1978년 덴리 대학에 입학했으며, 같은 해 11월에 브라질의 리우데자네이루에서 열린 1978년 세계 대학 선수권 대회에서 소련의 후세인 마라예프를 꺾고 우승했으며, 1980년 11월에는 폴란드 인민공화국의 브로츠와프에서 열린 1980년 세계 대학 유도 선수권 대회에서 대한민국의 강의석을 꺾고 우승을 차지했다.
대학 졸업 후, 1982년 나라현에 있는 학교에서 교사로 일하기 시작하였다. 이후 1984년 하계 올림픽 -60kg급 국가대표로 발탁되었으며, 대한민국의 김재엽을 69초 만에 꺾고 금메달을 획득하였다. 호소카와에게 패하여 은메달을 획득한 김재엽은 4년 후에 올림픽 금메달을 획득하게 된다. 이듬해 1985년 서울에서 열린 1985년 세계 선수권 대회에서 서독의 페터 유프케를 꺾고 우승했으나 교사 업무에 집중하려고 은퇴하였다.
이후 1987년에 선수로 복귀했으며, 같은 해 11월 서독 에센에서 열린 1987년 세계 선수권 대회에서 김재엽에게 패하여 은메달을 획득했다. 이후 1988년 9월에 서울에서 열린 1988년 하계 올림픽에 참가하여 소련의 아미란 토티카시빌리와 함께 김재엽과 미국의 케빈 아사노의 뒤를 이어 동메달을 획득했다. 그는 멕시코의 살바도르 에르난데스와 중화인민공화국의 장궈쥔을 꺾었으나 준결승에서 미국의 아사노에게 패하였다. 이후 동메달 결정전에서 중화 타이베이의 쉬차이촨을 꺾으며 동메달을 획득했다. 서울 올림픽 이후에 현역에서 은퇴했다.
1997년 4월 일본 올림픽 위원회 유도 전임 코치가 되었다. 유도 지도자로 활약하여 라이트급 유도 선수들의 코치를 맡았다. 현재 모교인 덴리 대학에서 후학들을 양성하고 있다.

## 같이 보기
- 올림픽 유도 메달리스트 목록